# Arbaâ Sahel
Arbaâ Sahel est une commune rurale marocaine de la Province de Tiznit, dans la région de Souss-Massa. 
En 2014, la commune comptait une population totale de 10 705 personnes.  SKRiP Jamal @